# Walter Karlberger
Walter Karlberger (* 15. April 1925 in Wien; † 8. März 2018 ebenda) war ein österreichischer Autor, Regisseur, Komponist und Produzent. Er galt als Radio- und Ökumene-Pionier.

## Biografie
Von 1933 bis 1937 absolvierte Karlberger eine Gesangsausbildung bei den Wiener Sängerknaben. Von 1946 bis 1952 studierte er Akustik und Lichttechnik. In den Jahren 1948 bis 1959 betrieb er ein theologisches Fernstudium und übte daneben von 1952 bis 1957 eine Verlagstätigkeit aus. 1957 wurde er Leiter der Akustik- und Musikproduktion bei Philips und ab 1961 Leiter der Hauptabteilung Religion im ORF. In dieser Funktion produzierte er ca. 50.000 Radiosendungen.
Er wurde auf dem Baumgartner Friedhof in Wien beigesetzt.

## Wirken
Karlberger war der erste Leiter der Abteilung Religion im Radio beim ORF (damals noch „Kirchenfunk“) und gilt als Erfinder der „Ökumenischen Morgenfeier“. Seine Pionierleistungen hatten über den medialen Bereich hinaus große Bedeutung für das ökumenische Zusammenwirken der Kirchen in Österreich. Er förderte die Zusammenarbeit des Hörfunks mit allen Religionsgemeinschaften, baute ein System von katholischen Gottesdienstübertragungen auf und produzierte religiöse Informationssendungen. Insbesondere die „Ökumenische Morgenfeier“ hat viel zur Klimaverbesserung zwischen den Kirchen beigetragen.
Von Karlberger eingeführten Sendungen blieben über sein aktives Wirken hinaus bestehen oder wurden in veränderter Form fortgeführt. Aus seiner Reihe „Morgenbetrachtungen“ ging die Sendereihe „Gedanken für den Tag“ hervor. Auch „Einfach zum Nachdenken“ auf Radio Ö3 geht auf Karlbergers Initiative zurück. Laut dem Pressesprecher des Ökumenischen Rates der Kirchen in Österreich, Prof. Erich Leitenberger sei die Wende des Zweiten Vatikanischen Konzils zur ökumenischen Offenheit eine Bestätigung seiner religiösen Überzeugungen und Sehnsüchte gewesen.
Karlberger setzte sich lange Jahre auch mit experimenteller Kirchenmusik auseinander und war ein Spezialist und Gestalter von Großveranstaltungen unter Einsatz von multimedialer Elektronik. Für das Album „Missa Universalis“ der Band Eela Craig von 1978 schrieb er die Lyrics. Er hat die Neubearbeitung der biblischen Textvorlagen des in der Entwicklung der Computermusik epochemachenden Werkes „Bergpredigt – Oratorium für Musikcomputer und Stimmen“ verfasst und arrangiert, das 1983 veröffentlicht wurde. Er wirkte bei diversen Aufführungen des Werkes mit. Laut Veronica Matho stellt das Werk einen Meilenstein in der Computermusik dar.
Karlberger wurde 1988 pensioniert. Nach seiner Tätigkeit beim ORF leistete Karlberger ab 1993 beim Aufbau der Wiener christlichen Radioredaktion „Studio Omega“ weiterhin Pionierarbeit im kirchlichen Engagement für Privatradios. Bis ins hohe Alter war er im Vorstand von „Studio Omega“ ehrenamtlich tätig. Darüber hinaus war er Karlberger im Rahmen der Projektgruppe „Biblia“ aktiv, die von ihm 1990 auf einer Initiative Kardinal Franz Königs gegründet wurde. „Biblia“ unterstützte die Kirchen in den ehemals kommunistischen Staaten in ihrer Arbeit mit Bibeln und religiöser Literatur. Der Aktionsradius von „Biblia“ wurde später auch auf den Nahen Osten ausgeweitet.

## Hörspiel
- 1970: Mit Co-Autor Ernst Wolfram Marboe: Kreuzweg 70 – Regie: Ernst Wolfram Marboe (Hörspiel – ORF Niederösterreich)[7]

## Preise und Auszeichnungen
Karlbergers Radioarbeit wurde vielfach ausgezeichnet. Dreizehnmal erhielt er den „Premio Unda-Sevilla“, zweimal den „Europäischen Radio-Preis“. 1988 erhielt er als Rundfunkjournalist den Würdigungspreis des „Kardinal-Innitzer-Preis“ für wissenschaftlich fundierte Publizistik.

## Veröffentlichungen
- Walter Karlberger, Einfach zum Nachdenken, Styria Verlag, 1974, ISBN 978-3-222-10800-6